# Revenge of the Ninja
Revenge of the Ninja (忍者ハヤテ, Ninja Hayate) est un jeu vidéo de film interactif sorti en 1993 sur Mega-CD. Le jeu a été développé par Wolf Team et édité par Renovation Products.
Il est réédité en compilation avec Time Gal sur Saturn et PlayStation en 1996.